# Битка код Добринича
Битка код Добринича вођена је 21. јануара 1605. године између војске Дмитрија Самозванца са једне и војске Руског царства са друге стране. Завршена је победом Руског царства.

## Битка
Пошто је октобра 1604. године заузео неколико руских градова, Дмитриј I Самозванац је са око 23.000 људи кренуо на Москву. У сусрет му је пошао Шујски са око 60.000 људи. Покушај Дмитрија да на прелазу код Добринича изненади снаге Шујског, завршен је неуспехом. У зору 21. јануара, Дмитриј је лично повео коњицу на Русе који су бранили Добринич (око 12.000 људи). Руски стрелци развијени у 2-3 врсте, уз подршку 40 топова, зауставили су дотле успешан напад коњице. Изненађена јаком ватром, коњица се дала у панично бекство. Добрим делом је уништена. У Дмитријевој војсци је погинуло око 6000 људи, а Руси су имали око 500 погинулих и рањених.